# ارنهاوزن ان در واینشتراس
ارنهاوزن ان در واینشتراس (به آلمانی: Ehrenhausen an der Weinstraße) یک منطقهٔ مسکونی در اتریش است که در لیبنیتس واقع شده‌است. ارنهاوزن ان در واینشتراس ۲۰٫۳۱ کیلومتر مربع مساحت دارد ۲۵۸ متر بالاتر از سطح دریا واقع شده‌است.